# Volesvres
Volesvres är en kommun i departementet Saône-et-Loire i regionen Bourgogne-Franche-Comté i östra Frankrike. Kommunen ligger i kantonen Paray-le-Monial som tillhör arrondissementet Charolles. År 2022 hade Volesvres 661 invånare.

## Befolkningsutveckling
Antalet invånare i kommunen Volesvres
| Referens: INSEE |